# 마쓰다이라 가쓰타카
마쓰다이라 가쓰타카(일본어: 松平勝隆, 1589년 ~ 1666년 3월 8일)는 에도 시대 전기의 하타모토, 다이묘이다. 가즈사 사누키 번 초대 번주를 지냈다.
| 전임 (마쓰다이라 시게카쓰) | 제1대 노미 마쓰다이라가 가쓰타카계 당주 1613년 ~ 1662년 | 후임 마쓰다이라 시게하루 |

| 전임 막부령(마쓰다이라 다다시게) | 제1대 사누키 번 번주 (노미 마쓰다이라가) 1638년 ~ 1662년 | 후임 마쓰다이라 시게하루 |